# Гуліве

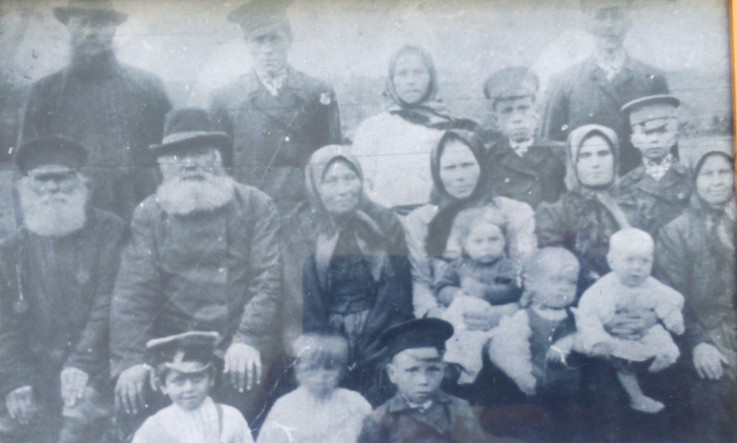
Родина Середніх село Гуліве 1911 р.

Гуліве́ — село Криворізької сільської громади Покровського району Донецької області, Україна.

## Історія.
Село Гульове засноване в 1921 році переселенцями з села Сергіївка Покровського району, Донецької області. Перші поселенці: Ю.І.Суханов, Сергій і Кузьма Середні.
В 1928 році був створений колгосп імені Кагановича. В 1951 році його приєднали до колгоспу імені В.І.Леніна.

## Жертви сталінських репресій.
- Харченко Явдоха Петрівна, 1912 року народження, хутір Гулевий Добропільського району Донецької області, українка, даних про освіту немає, безпартійна. Проживала в хуторі Гулевий Добропільського району Сталінської (Донецької) області. Колгоспниця колгоспу імені Кагановича. Заарештована 10 лютого 1944 року. Особливою нарадою при НКВС СРСР засуджена на 5 років заслання у Північно-Казахстанську область з конфіскацією майна. Реабілітована у 1956 році.
- Юрченко Іван Федорович, 1893 року народження, село Дергачі Харківської області, українець, освіта неповна середня, безпартійний. Проживав в хуторі Гулевий Добропільського району Сталінської (Донецької) області. Агроном МТС. Заарештований 16 листопада 1943 року. Військовим трибуналом військ НКВС по Донецькій області засуджений на 10 років ВТТ з позбавленням прав на 5 років та конфіскацією майна. Реабілітований у 1955 році.